# الشيخ كيف
الشيخ كيف  قرية سوريّة تتبع إداريّاً لمحافظة حلب منطقة الباب ناحية مركز الباب، بلغ تعداد سكانها 432 نسمة حسب التعداد السكاني لعام 2004.